# Fantine
Fantine es un personaje ficticio en la novela de Victor Hugo Los Miserables (1862). Es una chica huérfana que vive en París. Es de clase trabajadora y se queda embarazada de un estudiante rico. Después de que él la abandone, cuida ella sola de su hija Cosette. En un principio es una chica guapa e ingenua, pero finalmente se ve obligada por las circunstancias a ser prostituta, vender su pelo y dientes incisivos perdiendo toda su belleza y salud. El dinero que gana lo emplea en mantener a su hija.
Fantine se convierte en un arquetipo del propio sacrificio y de una madre cariñosa. Ha sido representada por muchas actrices tanto en el escenario teatral como en las pantallas de televisión y ha sido pintada en obras de arte.

## Descripción
Hugo presenta a Fantine como una de las cuatro chicas bonitas que se enamoran de otros tantos chicos jóvenes y ricos. “La llamaban Fantine porque nunca se la había conocido por ningún otro nombre…” Hugo la describe como una chica que tiene “oro y perlas como dote; pero el oro estaba en su pelo y las perlas en su boca.” El autor explica: “Fantine era bella, pero sin ser consciente de ello… Era bella en dos aspectos: en estilo y en ritmo. El estilo se refiere a la silueta perfecta y el ritmo al movimiento".

## Tholomyès y Cosette
Fantine se enamora apasionadamente de Félix Tholomyès, un estudiante joven y rico. Un día, Tholomyès y sus tres amigos invitan a sus novias a un paseo. Acaban el día en un restaurante y al final abandonan a las cuatro chicas a través de una nota de despedida. Mientras que las otras tres chicas se lo toman con buen humor y se ríen de ello, Fantine se siente desconsolada. Tholomyès había engendrado una hija ilegítima, Cosette, y Fantine tiene que cuidar de su hija sola.

## Los Thénardier
Cuando Cosette tiene tres años aproximadamente, Fantine llega a Montfermeil y conoce a los Thénardier, propietarios de una posada. Les pregunta si podrán cuidar de Cosette cuando ve a Éponine y Azelma (hijas de los Thénardier) jugando fuera de la casa. Acuerdan que se encargarán de ella mientras Fantine les envíe dinero para mantenerla. El único deseo en la vida de Fantine es mantener a Cosette viva. Empieza a trabajar en la fábrica del alcalde Madeleine (también conocido como Jean Valjean) en su ciudad natal Montreuil. Allí una persona se encarga de escribirle cartas a los Thénardier por ella, porque es analfabeta. Sin embargo, no sabe que los Thénardier maltratan gravemente a Cosette y la obligan a ser esclava en su posada. Tampoco sabe que las cartas que le envían pidiéndole ayuda económica para Cosette son una manera engañosa de quitarle dinero.

## Pérdida de empleo
Madame Victurnien, una supervisora entrometida y prejuiciosa, despide sin el conocimiento del dueño de la fábrica a Fantine por ser madre soltera. Fantine empieza a trabajar en casa, gana doce francos al día mientras que la pensión de Cosette cuesta diez. El agotamiento hace que caiga enferma, sufre un constipado y fiebre. Tampoco sale a la calle por miedo a enfrentarse a la ciudad. 
Los Thénardier le envían una carta donde le explican que necesitan diez francos para comprarle una falda de lana a Cosette. Para comprarle la falda, Fantine se corta el pelo y lo vende. Entonces se dice a ella misma “mi hija no volverá a pasar más frío, porque la he vestido con mi pelo”. Sin embargo, pronto comienza a despreciar al alcalde por sus desgracias. Más tarde se enfrenta a su novio, porque le pegó y la abandonó.
Los Thénardier le envían otra carta diciendo que necesitan cuarenta francos más para comprar medicinas para Cosette, que se ha puesto “enferma”. Desesperada por el dinero, Fantine se extrae los dos dientes delanteros y los vende.

## Prostitución

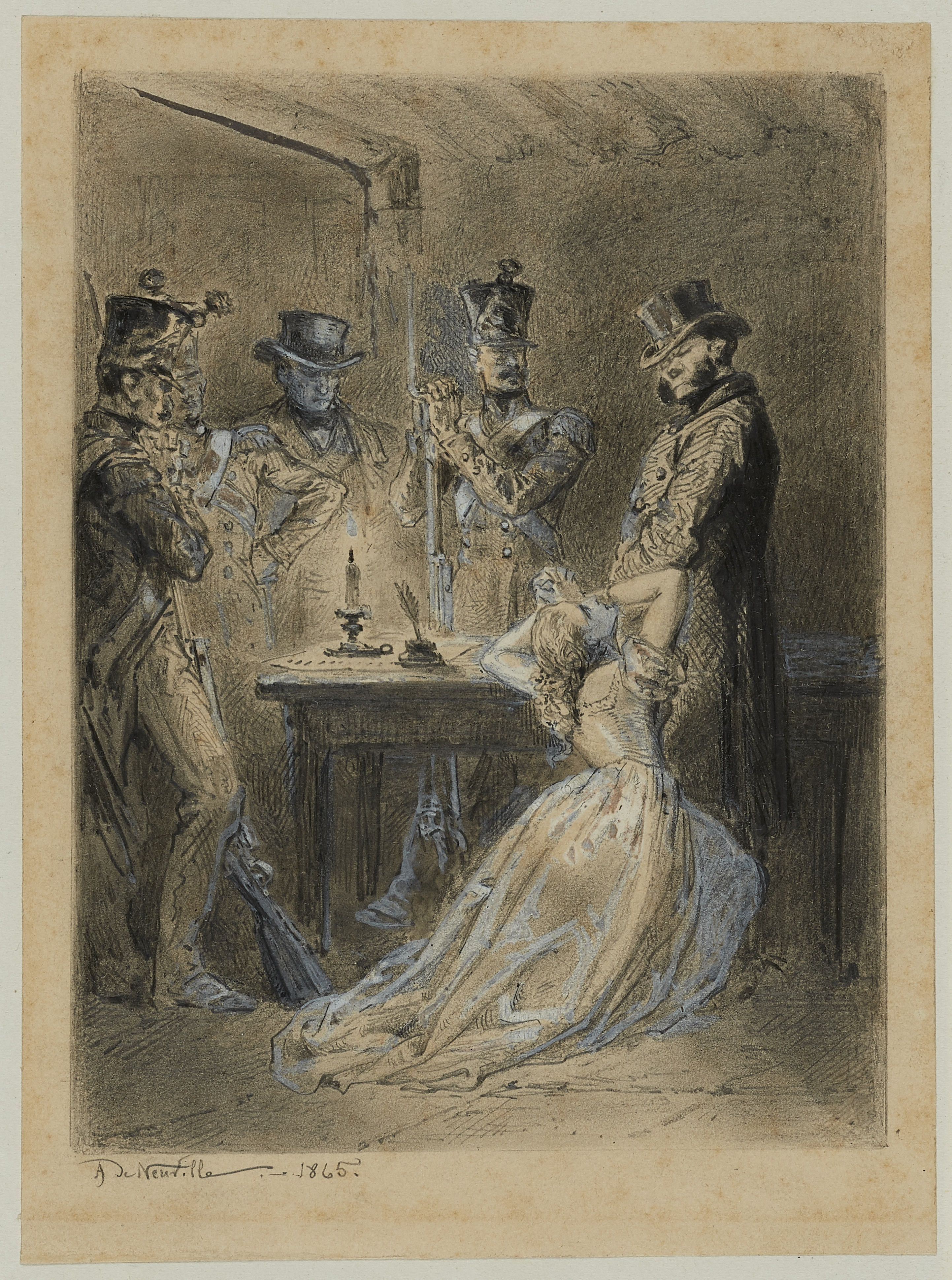
Fantine a los pies de Javert

Mientras tanto, la salud de Fantine y las deudas del alojamiento empeoran. También aumentan las cartas de los Thénardier y las deudas económicas son más altas. Para ganar más dinero para Cosette, Fantine se convierte en prostituta. En una noche de enero, un dandi llamado Bamatabois la molesta y la empuja contra la nieve cuando ella le ignora. Fantine ataca ferozmente a Bamatabois. Javert, el jefe de policía de la ciudad, inmediatamente la arresta mientras Bamatabois se escabulle. Ella le ruega que la deje marchar, pero Javert la sentencia a seis meses de prisión. Valjean llega para ayudar a Fantine, pero al verlo le escupe en la cara. Valjean ignora este hecho y pide a Javert que deje libre a Fantine, y así lo hace. Valjean se presenta para averiguar las razones por las que Fantine se prostituye y por qué se enfrentó a Bamatabois. Valjean se compadece de las ingenuas Fantine y Cosette y cuenta a Fantine que recuperará por ella a Cosette. Entonces envía a Fantine al hospital porque padece tuberculosis.

## Fallecimiento
Después de que Valjean revelara su verdadera identidad en el juicio de Champmathieu, vuelve al hospital para ver a Fantine. Ella le pregunta por Cosette y el médico miente al decirle que Cosette está en el hospital, pero que no puede verla hasta que su salud mejore. Se calma e incluso cree oír erróneamente a Cosette riendo y cantando. De repente, ella y Valjean ven a Javert en la puerta. Valjean intenta preguntar en privado a Javert si es que le da tres días para obtener a Cosette, pero le rechaza con fuerza. Fantine se da cuenta de que nunca ha recuperado a Cosette y pregunta frenéticamente donde está. Impacientemente Javert grita a Fantine que se calle, y además le cuenta la verdadera identidad de Valjean. Conmovida por esas revelaciones, sufre un grave ataque de temblores, cae hacia atrás en la cama y muere. Entonces Valjean camina hacia Fantine, le susurra y besa su mano. Después de la detención de Valjean, el cuerpo de Fantine es tirado burdamente en una fosa común.

## Personaje
Fantine ha sido representada como un personaje por antonomasia, una prostituta santa, que se convierte en madre. Sacrifica su cuerpo y dignidad para que la vida de su hija sea más estable. Es un ejemplo de lo que se ha llamado “el tópico de la prostituta salvada y santa que se extiende por la literatura del siglo XIX”,[2] encontrándose en los textos de Dostoyevski, Tolstoi y Dickens. Oscar Wilde la presentaba como un personaje cuyo sufrimiento es adorable, por ejemplo "tras la lectura de la escena de la extracción de los dientes incisivos correríamos a besar la boca sangrante de Fantine”.[3] Kathryn M. Grossman dice que cambia a una “santidad maternal”, “Cuando Madeleine, el pseudónimo de Valjean cuando es alcalde, afirma que ha mantenido a Fantine virtuosa y santa ante Dios. Finalmente puede liberar su odio y amar a los demás de nuevo. O, más bien, es porque percibe la realidad más allá de su apariencia que ella encuentra el alcalde digno de una devoción renovada. Para Valjean, la prostituta desaliñada raya en la 'santidad' a través del 'martirio' (640; sainteté… martyr)".[4]
John Andrew Frey argumenta que el personaje tiene importancia política. Fantine es “un ejemplo de cómo las mujeres del proletariado eran maltratadas en el siglo diecinueve en Francia… Fantine representa la compasión profunda por el sufrimiento humano, especialmente las mujeres que habían nacido en una posición social baja”.[5] Mario Vargas Llosa toma un punto de vista menos positivo, argumenta que de hecho Hugo castiga a Fantine por el pecado sexual haciéndola sufrir duramente. “¡Qué desgracia conlleva un pecado de la carne!” En materia de sexo, la moralidad de Los Miserables fusiona perfectamente con la interpretación más intolerante y puritana de la moralidad católica.” [6]
La imagen de Fantine como un símbolo de santidad y mujer víctima aparece en los textos del líder de la unión Eugene V. Debs, fundador de Industrial Workers of the World (Trabajadores industriales del mundo). En 1916 escribió el ensayo Fantine in our Day, donde comparaba el sufrimiento de Fantine con el de las mujeres abandonadas de la época:
"El mismo nombre de Fantine, la alegre, la candorosa, la chica de confianza, la inocente, la traicionada, madre joven sacrificada, despojada, desaliñada, perseguida y mártir santa por la maternidad, al infinito amor por su hija, afectada por las lágrimas y perseguida por los recuerdos como un sueño melancólico... Fantine —niña de la pobreza y el hambre— la chica arruinada, la mujer abandonada, la prostituta perseguida, que se ha mantenido hasta la misma hora de su trágica muerte casta como una virgen, limpia como una santa en el santuario sagrado de su propia alma pura e inmaculada. La breve, amarga y maldita vida de Fantine resume la historia horrible de la perseguida y condenada Fantine que pertenece a la sociedad moderna de cada país en la cristiandad."[7]

## Diferencias en el musical
•	La relación de Fantine con el padre de Cosette dura unos pocos meses ("he slept a summer by my side...but he was gone when autumn came"). En la novela, están juntos durante tres años, y Cosette tiene dos años cuando su padre las abandona. 
•	En lugar de ser despedida por la supervisora por ser madre soltera, una compañera de trabajo le roba una carta de los Thénardier que reclamaba más dinero; la compañera insinúa que es prostituta para cubrir sus deudas por culpa de su bajo salario. Valjean ve esto, pero deja el caso a su capataz; el capataz, que ha sido rechazado por Fantine, se avanza y la despide. 
•	Fantine no vende sus dientes, pero en la versión cinematográfica tiene que hacerlo. 
•	Bamatabois quiere comprar los servicios de Fantine y se enfada cuando Fantine rechaza el dinero. En la novela es un joven holgazán que la humilla al tirarle nieve al vestido para pasárselo bien. 
•	Fantine muere tranquilamente en un hospital con Valjean a su lado después de confiarle a Cosette. Javert nunca revela a Fantine la verdadera identidad de Valjean, ya que llega después de su muerte. 
•	Fantine aparece como un fantasma que acompaña a Valjean al Cielo. En la novela, sin embargo Valjean describe a Cosette en el lecho de muerte.